# Salvador Pérez
Pour les articles homonymes, voir Pérez.
Salvador Pérez Díaz (né le 10 mai 1990 à Valencia, Carabobo, Venezuela) est un receveur des Ligues majeures de baseball jouant pour les Royals de Kansas City.
Il compte trois sélections au match des étoiles et a gagné un Gant doré. Il est nommé joueur par excellence de la Série mondiale 2015 gagnée par les Royals.

## Carrière
Salvador Pérez signe son premier contrat professionnel en 2006 avec les Royals de Kansas City.
Il fait ses débuts dans le baseball majeur le 10 août 2011 avec Kansas City. À son premier match, il réussit son premier coup sûr dans les majeures face au lanceur Wade Davis des Rays de Tampa Bay et obtient, dans une présence au bâton précédente, un premier point produit grâce à un ballon sacrifice. Il frappe son premier circuit en carrière le 29 août aux dépens de Max Scherzer des Tigers de Detroit. Perez frappe 49 coups sûrs en seulement 39 parties dans ce premier séjour au plus haut niveau, pour une moyenne au bâton de ,331. Il réussit 3 circuit et produit 21 points, en plus d'en marquer 20.
Pérez honore sa première invitation au match des étoiles en 2013.
En 2014, Pérez est invité au match d'étoiles pour la 2e fois. Il amorce le match derrière le marbre pour la Ligue américaine, remplaçant Matt Wieters des Orioles de Baltimore, qui avait été choisi comme partant mais ne peut jouer en raison d'une blessure. En 150 matchs en 2014, Pérez frappe pour ,260 avec 70 points produits et de nouveaux records personnels de coups sûrs (150), de doubles (28), de circuits (17) et de points marqués (57). En éliminatoires, il frappe en 12e manche du Match de meilleur deuxième de la Ligue américaine le coup sûr qui permet aux Royals de vaincre les A's d'Oakland 9-8 et de les éliminer.
Pérez établit en 2014 un record des majeures pour le nombre de matchs et de manches joués à la position de receveur en une saison, incluant les séries éliminatoires : 158 matchs et 1 389 manches et deux tiers au total, incluant 15 matchs et 141 manches éliminatoires.
Pérez, dont le salaire est anormalement bas pour un joueur avec un tel palmarès, signe le 1er mars 2016 une prolongation de contrat de 5 ans valant 52,5 millions de dollars, ce qui le lie aux Royals jusqu'à la fin de la saison 2021.